# Poecilasthena panapala
Poecilasthena panapala är en fjärilsart som beskrevs av Turner 1923. Poecilasthena panapala ingår i släktet Poecilasthena och familjen mätare. Inga underarter finns listade i Catalogue of Life.